# Заощадження вкладників Ощадбанку колишнього СРСР

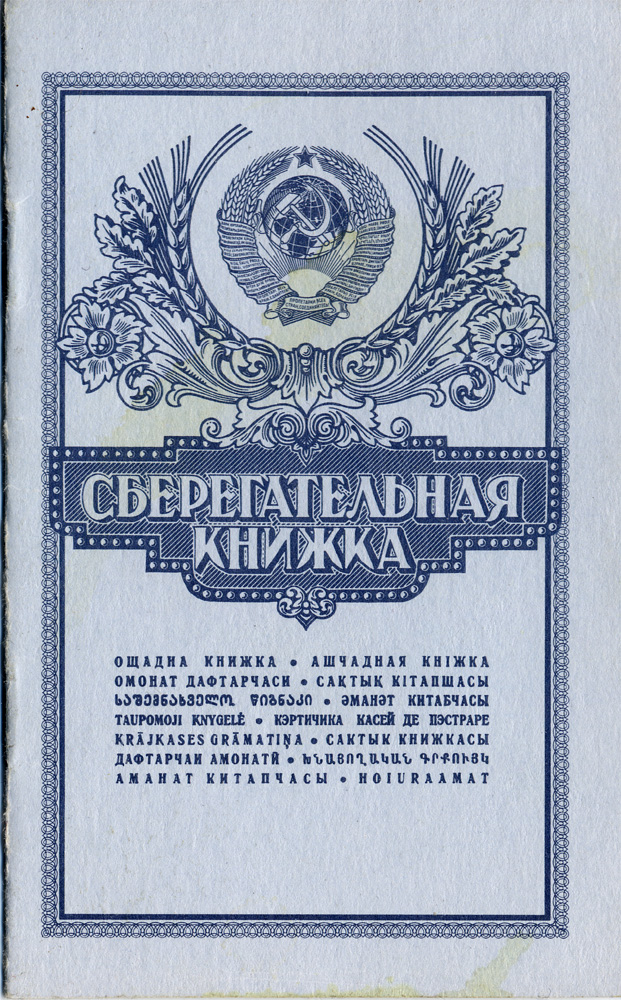

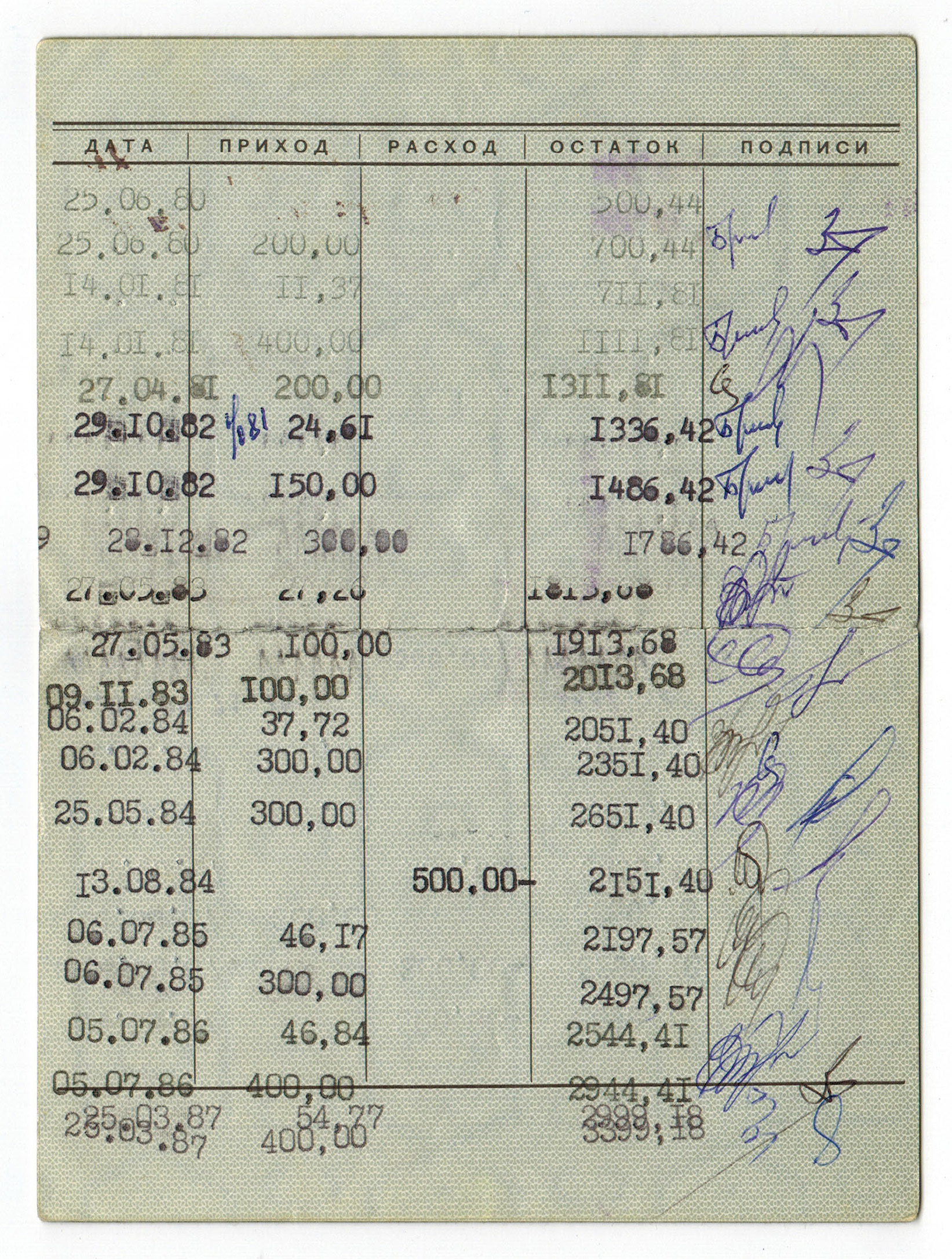

Заощадження вкладників Ощадбанку колишнього СРСР — грошові заощадження, поміщені в установи Ощадного банку СРСР та державного страхування СРСР, що діяли на території радянських республік, а також у державні цінні папери.
Загальна сума заборгованості України по заощадженнях станом на серпень 2014 складала більше 130 млрд грн. У цілому за всі роки розрахунків компенсаційні виплати проведені на суму 15,2 млрд грн. Загальна кількість українських вкладників, що постраждали в результаті розміщення коштів в Ощадбанку колишнього СРСР оцінюється на рівні 12 млн осіб.

## Історія проблеми

### Передісторія. До 1991 року
Банк трудових заощаджень і кредитування населення СРСР (Ощадний банк СРСР) був спеціалізованим державним банком, утвореним 1987 року в ході реформи банківської системи в СРСР, на основі системи Державних трудових ощадних кас СРСР. Одним з основних видів діяльности установ Ощадного банку СРСР — республіканських ощадних кас — було залучення тимчасово вільних коштів населення на вклади, обслуговування обігу державних цінних паперів та проведення розрахунково-касового обслуговування населення.
Джерелом поповнення банківських рахунків в Ощадбанку СРСР були кошти громадян, які заощаджували невитрачену частину зарплати. Підприємницьких надприбутків у СРСР не було. Суб'єкти господарювання, які отримували чисті доходи, не мали права накопичувати їх на банківських рахунках (залишок невикористаних доходів спрямовувався до державного бюджету). Отже, головним джерелом банківських кредитів була зарплата працівників. Грошей у населення залишалося багато, бо в радянській системі з характерним хронічним дефіцитом споживчих товарів та послуг їх не було куди витрачати. Гальмування споживання було одним із пріоритетів економічної політики радянської влади.
Кошти, що залучалися на вклади, акумулювалися на кореспондентських рахунках Ощадбанку (ощадкас) протягом року. Щорічно, після закінчення календарного року загальна сума залишку коштів на кореспондентському рахунку Ощадбанку України заключними оборотами списувалася на кореспондентський рахунок Правління Ощадбанку Союзу РСР, а останнє передавало їх Держбанку СРСР та Міністерству фінансів СРСР для фінансування витрат Державного бюджету колишнього Союзу.
Грошовими заощадженнями фінансувалися вкладення майже в усі галузі союзної економіки. При цьому об'єкти інвестування обиралися органами влади, і такий вибір був продиктований не критеріями ефективності (прибутковості), а політичними мотивами, наприклад, освоєнням нових територій, забезпеченням зайнятості жителів, посиленням обороноздатності тощо. Позики суб'єктам економіки були практично безвідсотковими (ставка не перевищувала 3 % у вигляді премії банку), вони не фінансували підприємницькі вдосконалення і не забезпечувалися прибутками (оскільки за соціалізму підприємництва не було). Такі кредити не вимагали повернення до Ощадбанку, залишок вкладів у якому щороку зростав: люди заощаджували більше, ніж знімали з рахунків. Підприємства-боржники або повертали позики до галузевого банку (приміром, Промбудбанку), або борг узагалі списували. Його не повертали, бо не було переходу права власності: і кредитором (Ощадбанк СРСР), і одержувачем позики (суб'єкти господарювання) була та сама особа — союзна держава. Таким чином, заощадження громадян матеріалізувалися в майнових об'єктах на території країни і до Ощадбанку не поверталися.

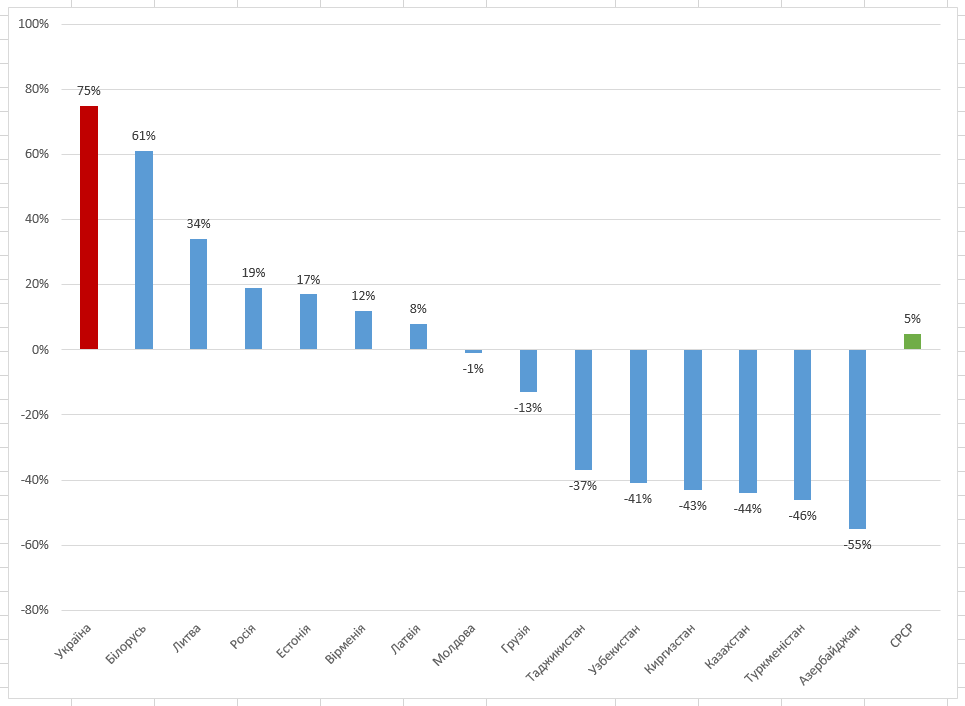
Надлишок депозитів населення в Ощадбанку СРСР над кредитами, виданими підприємствам, кінець 1990 року

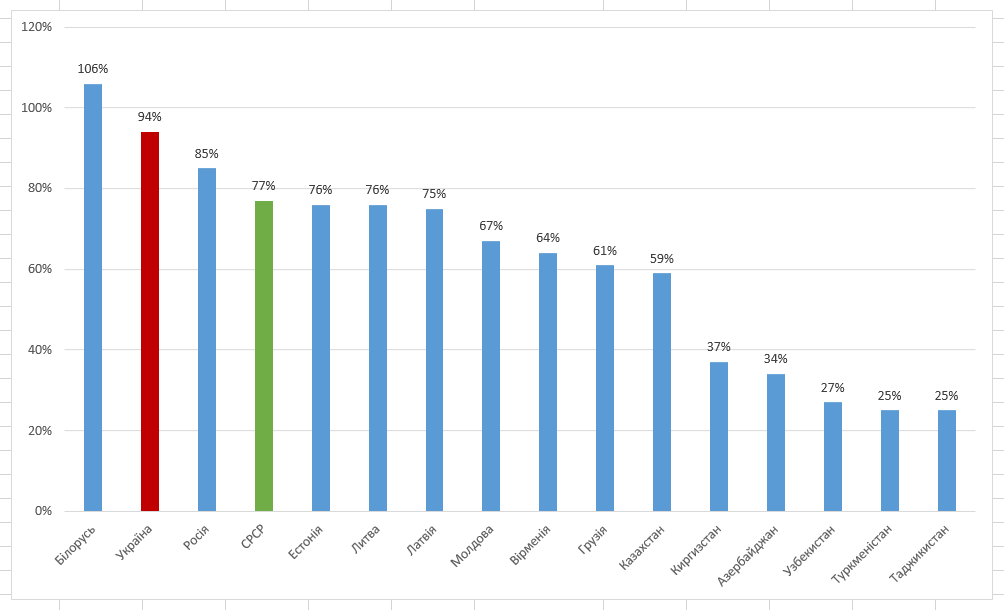
Кількість вкладів у відношенні до кількості населення республіки, кінець 1991 року

Як видно з графіків →, одні республіки мали на депозитах більше коштів, ніж витрачали на кредити, інші — брали в борг у інших республік. У середньому в СРСР сума депозитів майже дорівнювала сумі кредитів, проте між республіками були значні дисбаланси.
Сума вкладів українського населення у банк на 75 % перевищувала суму кредитування економіки України Ощадбанком. Таким чином, близько половини боргу перед українськими вкладниками було апріорі неможливо повернути. В кінці 1990 року в Ощадбанку СРСР в Україні було 48,8 млн вкладів, що становило 94 % від кількості населення. При цьому в азійських республіках цей показник коливався від 25 % до 59 %. Отже, значна частина зобов'язань СРСР опинилася в економіках середньо-азійських країн.

### 1991—1992
Кількість рахунків українських вкладників станом на 01.01.1991 р. становила 48,8 млн з сукупним залишком 84,3 млрд крб і з середнім залишком на рахунок 1727 крб. Протягом першого року незалежності українці продовжували нести гроші до кас: кількість рахунків станом на 2 січня 1992 становила вже 53,7 млн.
24 грудня 1991 року на підставі власного рішення Ради Ощадбанку СРСР було оголошено про самоліквідацію Ощадбанку СРСР.
У момент розпаду поточний залишок грошових фондів перебував на рахунках у центральному відділенні та республіканських філіях банку. З початком гіперінфляції 1992-го вкладники намагалися знімати гроші зі своїх рахунків, але готівкових рублів у необхідних обсягах в українській філії союзного банку не було: більша їхня частина матеріалізувалася у вимоги за кредитами та правами власності на матеріальні об'єкти, менша або вилучена до Москви, або (та частина грошей, що залишалася на території України) не була забезпечена в потрібних обсягах готівковими рублевими номіналами. Україна зупинила операції Ощадбанку України (спадкоємця української філії Ощадбанку СРСР) і заморозила видачу вкладів громадянам.
13 березня 1992 року уряди більшості пострадянських країн (Азербайджану, Білорусі, Вірменії, Казахстану, Киргизстану, Молдови, Російської Федерації, Таджикистану, Туркменістану, Узбекистану та України) підписали міждержавну Угоду про принципи і механізм обслуговування внутрішнього боргу колишнього СРСР, згідно з якою Україна взяла на
себе зобов'язання щодо погашення державного боргу населенню в об'ємі пропорційно залишку
заборгованості, яка рахувалася на 1 січня 1991 року на балансах установ Ощадбанку СРСР на території України (вищеназвані 84,3 млрд рублів).
У подальшому Міністерство закордонних справ України наголошувало в ноті від 25 червня 1992 р. на тому, що заборгованість на балансах установ Ощадбанку СРСР утворилась у зв'язку з вилученням союзними органами коштів з Ощадбанку. Виходячи з цього, міжнародно-правові зобов'язання України, стосовно погашення відповідної заборгованості населенню виникнуть лише після поділу активів і пасивів колишнього Державного банку СРСР.
Така Угода про розподіл активів та пасивів колишнього Держбанку СРСР між центральними банками держав-учасниць СНД була підписана 20 березня 1992 року. Угода передбачала створення спільної комісії, яка б розробила механізм розподілу активів та пасивів колишнього Держбанку СРСР. Передбачалося, що Центральний банк Росії надасть створюваній комісії всі необхідні матеріали ліквідаційної комісії, включаючи консолідований баланс Держбанку СРСР станом на 1 січня 1992 року. Проте, Російська Федерація зазначену Угоду не підписала, відповідно, комісія не була створена, а інформація про активи та пасиви колишнього Держбанку СРСР не була отримана.
Законом України від 16 вересня 1992 року «Про державний внутрішній борг України» було передбачено включення до складу боргових зобов'язань Уряду України частини боргових зобов'язань Уряду колишнього Союзу РСР, взятої на себе Україною.
Таким чином, Україна як самостійна держава взяла на себе зобов'язання щодо повернення громадянам їх заощаджень у сумі 84,3 млрд руб., проте — з огляду на непроведений розподіл активів і пасивів Держбанку СРСР — Мінфіном України не була виконана умова Угоди про прийняття на баланс цієї суми боргу.
Отже, існування зобов'язань України за Угодою від 13 березня 1992 року може заперечуватися.

## Етапи компенсації та повернення заощаджень в Україні

### До 1996 року
Лібералізація цін з 2 січня 1992 року та інфляційні процеси в Україні призвели до катастрофічного знецінення грошової маси та всіх заощаджень громадян.
6 березня 1992 року Указом Президента України Л. Кравчука проведено компенсацію втрат від знецінення заощаджень в Ощадбанку шляхом їх збільшення на 100 відсотків. Сума компенсації підлягала зарахуванню на спеціальні приватизаційні рахунки.
11 січня 1993 виданий Декрет Кабінету Міністрів України «Про компенсацію громадянам України втрат від знецінення заощаджень в Ощадному банку України», який містив дискримінаційні умови компенсації, а саме: компенсаційні виплати дозволялось провадити за залишком вкладу в розмірі не більше 2000 карбованців шляхом його збільшення на 200 відсотків лише по одній ощадній книжці кожного вкладника. Про здійснення компенсаційної виплати робилася відмітка у паспорті вкладника.
Проблему компенсації громадянам України вкладів Ощадбанку СРСР поставив 1994 року в своїх передвиборчих обіцянках Леонід Кучма.
24 листопада 1994 р. Указом Президента України Л. Кучми проведено індексацію грошових заощаджень в установах Ощадного банку України і колишнього Укрдержстраху шляхом їх збільшення у 2200 разів. На суму індексації видавалися сертифікати. Ці сертифікати могли використовуватися для приватизації державного майна (за винятком малої приватизації, приватизації об'єктів незавершеного будівництва, АЗС). Строк дії сертифікатів завершився 31 грудня 1997 року.
За інформацією НБУ, в обіг було випущено компенсаційних сертифікатів на суму 3335 млн гривень, або 335,5 млн штук мінімальним номіналом 10 гривень. Громадянами України було отримано 30 % від загальної кількості випущених сертифікатів (тобто 97,3 млн штук).
28 листопада 1994 р. Уряд прийняв Постанову «Про індексацію грошових заощаджень в Ощадному банку України», якою встановлювались наступні умови індексації:
- залишок вкладів «до запитання» збільшувався на 100 %;
- залишок строкових вкладів збільшувався на 70 %;
- залишок цільових вкладів на дітей збільшувався на 200 %.

Ці правила також були дискримінаційними, адже індексація вкладів із залишком більше 20 млн карбованців не проводилася.

### Закон «Про державні гарантії відновлення заощаджень громадян України»
На виконання Указу Президента України «Про грошову реформу в Україні» від 25.08.1996 р. № 762/96 з 2 вересня 1996 року в обіг введена національна валюта України — гривня, і у всіх установах Ощадбанку була проведена переоцінка залишків вкладів населення по особових рахунках вкладників з нарахованими по них процентами у співвідношенні 100 000 українських карбованців — 1 гривня.
Після проведення грошової реформи залишки вкладів по особових рахунках вкладників були зменшені у 100 000 разів і стали складати незначні суми.
21 листопада 1996 року Верховна Рада України прийняла довгоочікуваний Закон «Про державні гарантії відновлення заощаджень громадян України». Він набув чинності 11 лютого 1997 року.
Початкова редакція Закону визнавала заощадження громадян державним внутрішнім боргом України. Проте, вже 17 січня 1997 парламент вніс зміни, яким вилучив це положення.
Закон адміністративно встановив курс гривні до радянського карбованця для цілей перерахунку заощаджень: 1,05 гривні/крб станом на 1 жовтня 1996 року.
У статті 2 Закону держава зобов'язувалася забезпечити збереження та відновлення реальної вартості заощаджень громадян і гарантувала їх компенсацію в установленому порядку. Проте, це положення було виконано не повністю. Так, за даними Держстату індекс споживчих цін з січня 1992 року до жовтня 1996 року склав 40 977 730% в карбованцевому обрахуванні або 409,8 % в перерахуванні на гривні. Тоді, виходячи із суми грошових заощаджень в установах Ощадного банку, Держстраху та державних цінних паперів, яка складала 125,7 млрд крб., втрати вкладників від їх знецінення становили 515 млрд гривень. Тобто при здійсненні компенсації у грошовому виразі населення втратило 383 млрд грн (515 − 132).
| Вид заощаджень | Гривневе вираження на 1 жовтня 1996 (із застосованим коеф. 1.05), млрд грн | Гривневе вираження з урахуванням інфляції на січень 2021, млрд грн | Доларове вираження на 1 жовтня 1996, млрд дол. |
| --- | -------------------------------------------------------------------------- | ------------------------------------------------------------------ | ---------------------------------------------- |
| Грошові заощадження, прийняті на себе Україною відповідно до Угоди про принципи та механізм обслуговування внутрішнього боргу колишнього СРСР | 88,52                                                                      | 1440,04                                                            | 50,30                                          |
| Грошові заощадження по вкладах, що надійшли в установи Ощадбанку в 1991 році                                                                  | 33,38                                                                      | 543,03                                                             | 18,97                                          |
| Страхові внески | 7,77                                                                       | 126,4                                                              | 4,41                                           |
| Облігації Державної цільової безпроцентної позики 1990 року                                                                                   | 0,61                                                                       | 9,92                                                               | 0,35                                           |
| Облігації Державної внутрішньої виграшної позики 1982 року                                                                                    | 1,05                                                                       | 17,08                                                              | 0,60                                           |
| Державні казначейські зобов'язання СРСР | 0,21                                                                       | 3,42                                                               | 0,12                                           |
| Сертифікати Ощадного банку СРСР | 0,42                                                                       | 6,83                                                               | 0,24                                           |
| Всього: | 131,96                                                                     | 2146,73                                                            | 74,98                                          |

Загалом, визнана сума боргових зобов'язань держави по знецінених грошових заощадженнях, поміщених в установи Ощадного банку України та страхові внески громадян в установах колишнього Укрдержстраху в період до 2 січня 1992 року дорівнює 131,96 млрд грн і складається на 75 % з боргових зобов'язань колишнього СРСР, прийнятих на себе Україною, та на 25 % з боргових зобов'язань безпосередньо України.
В. Лановий зазначає, що Закон фактично звільнив Ощадбанк України від виконання цих зобов'язань, не поклавши на нього зобов'язання із обслуговування відповідного боргу. Тим самим, вклади фактично позбавлені статусу грошово-кредитних ресурсів. Водночас, цей нормативний акт не визнав борг державним у повному значенні: він не має жодних необхідних характеристик (термінів погашення, відсоткової ставки тощо) та матеріального забезпечення.
Конституційний Суд України у 2001 році визнав неконституційним дискримінаційні положення статті 7 Закону про те, що виплати мають проводитися «залежно від віку вкладника» та «інших обставин», адже громадяни мають рівні конституційні права і свободи, у тому числі й право володіння, користування та розпорядження своєю власністю.

### Виконання Закону після 1996 року
Починаючи з 1997 року було розпочато виплату компенсаційних виплат громадянам за рахунок Державного бюджету України. Щороку Кабінет Міністрів України затверджував Порядок перерахування з Державного бюджету України відповідних коштів. Всього на виконання цієї мети було спрямовано більше 16,5 млрд грн.
Виконання боргових зобов'язань держави перед своїми громадянами оцінюється як незадовільне, вкрай повільне й таке, що здійснюється за залишковим принципом. Така ситуація до початку 2000-х років спричиняла певну напруженість між гілками влади, зокрема Верховною Радою і Кабміном.
| Рік      | Затверджено в Державному бюджеті, млн грн | Профінансовано, млн грн | Виплачено, млн грн |
| -------- | ----------------------------------------- | ----------------------- | ------------------ |
| 1997     | 200                                       | 30                      | 30                 |
| 1998     | 100                                       | 20                      | 20                 |
| 1999     | 200                                       | 10                      | 10                 |
| 2000     | 200                                       | 200                     | 116,2              |
| 2001     | 200                                       | 200                     | 238,4              |
| 2002     | 500                                       | 500                     | 511,9              |
| 2003     | 500                                       | 500                     | 494,6              |
| 2004     | 500                                       | 500                     | 408,1              |
| 2005     | 500 + 3000                                | 500                     | 2013,5             |
| 2006     | 600                                       | 600                     | 262,4              |
| 2007     | 650                                       | 650                     | 502,9              |
| 2008     | 6000 + 2000                               | 6400                    | 6018,8             |
| 2009     | 250                                       | 250                     | 20                 |
| 2010     | 250                                       | 0                       | 0                  |
| 2011     | 0                                         | 0                       | 0                  |
| 2012     | 6152,430                                  | 6152,430                | 4551,7             |
| 2013     | ?                                         | 0                       | 0                  |
| 2014—... | 0                                         | 0                       | 0                  |
| Всього:  | 16 622,43                                 | 16 512,43               | 15 198,5           |

16 січня 2002 р. Президентом Кучмою була утворена Робоча група з розроблення механізмів погашення втрат громадян від знецінення їх грошових заощаджень під керівництвом віце-прем'єр-міністра В. В. Рогового.
З метою визначення фінансових джерел та механізму повернення громадянам заощаджень парламентом створювалася Тимчасова спеціальна комісія під головуванням народного депутата К. О. Фоменко. ТСК працювала впродовж 2002—2005 років. Результати її роботи не оприлюднювалися, однак у грудні 2005 Катерина Фоменко, виступаючи на засіданні Верховної Ради зі звітом про виконану роботу, повідомила, що комісія знайшла Угоду про принципи взаємовідносин і взаєморозрахунків Ощадбанку СРСР з Ощадбанком республік від 30 жовтня 1991 року. Згідно з цим документом 83,1 млрд карбованців (перераховані підрозділами Ощадбанку України до союзних органів) переоформлялися в міжбанківський кредит, наданий Україною Росії. За даними комісії, під цей кредит Україна повинна була одержувати 7 % річних.
Рахункова палата України за результатами перевірки використання коштів Державного бюджету України на погашення заборгованості по знецінених грошових заощадженнях громадян України, проведеної 2001 року, зробила наступні висновки:
1. Створена Кабінетом Міністрів України, Міністерством фінансів України та Ощадним банком система фінансування видатків з погашення заборгованості по знецінених грошових заощадженнях громадян в установах Ощадбанку є недосконалою.
2. Недосконалість такої системи зумовлена:
  - постійними запізненням прийняття урядових рішень про встановлення порядку виплати цих цільових коштів після прийняття законів про державний бюджет;
  - зміною категорій вкладників і кількості вкладних рахунків, що підлягають компенсації;
  - відсутністю безпосереднього перерахування для більшої частини вкладників виділених з державного бюджету коштів, виплатою їх лише після звернення вкладників до установ Ощадного банку;
  - здійсненням Ощадним банком розподілу коштів по обласних управліннях, відділах, філіях за різними методиками, а в окремих випадках суб'єктивно;
  - створенням нерівних умов для вкладників при розподілі і використанні бюджетних коштів, що порушувало конституційні права громадян України.
3. Нормативно-правова база потребує докорінної зміни.
4. Стан виконання державних гарантій відновлення заощаджень громадян України є незадовільним. Цьому сприяла правова невизначеність їх обліку у складі державного боргу, недосконала система фінансування видатків з погашення заборгованості, а також порушення при їх здійсненні.
5. Низка важливих положень прийнятого у листопаді 1996 року Закону України «Про державні гарантії відновлення заощаджень громадян України» не реалізована, а внесені до нього протягом 1997—1998 років зміни суттєво погіршили вирішення питання компенсації.
6. Існуюча система обліку знецінених заощаджень громадян не забезпечує відображення їх реального розміру та державних гарантій їх повернення.
7. Попри постійну наявність упродовж 2000—2001 рр. на рахунку Ощадного банку (№ 2906) значних залишків невикористаних за цільовим призначенням коштів державного бюджету, плата за їх користування Ощадним банком не здійснювалася.
8. Система контролю та звітності про використання коштів в установах Ощадбанку є недосконалою.
9. Міністерство фінансів, як головний розпорядник бюджетних коштів, передбачених на погашення боргових зобов'язань, не забезпечило їх законне та ефективне використання[3].

### Після 2004 року. «Юліна тисяча»
На президентських виборах—2004 повернення втрачених заощаджень було одним з пунктів виборчої кампанії кандидата Віктора Ющенка.
Ключові питання своєї програми В. Ющенко оформлював проєктами президентських указів. Указом № 2 мав стати (але не став) указ «Про невідкладні заходи для забезпечення повернення втрачених (знецінених) заощаджень громадян», відповідно до якого держава визнала б такі заощадження своїм офіційним боргом. Проєкт передбачав істотне збільшення відповідних доплат громадянам вже у 2005 році за рахунок залучення в державний бюджет додаткових коштів, недоотриманих від приватизації стратегічних об'єктів у 2004 році. Мова, зокрема, йшла про «Криворіжсталь». У 2005 році на компенсацію втрачених заощаджень планувалося направити позапланові надходження в держбюджет, а також 50 % від загального обсягу коштів, отриманих від приватизації.
У березні 2006 парламент вніс зміни до закону про держбюджет. Змінами пропонувалося направити 9,24 млрд гривень, отриманих від продажу «Криворіжсталі», на виплату заощаджень. Однак, Ющенко наклав вето на цей закон.

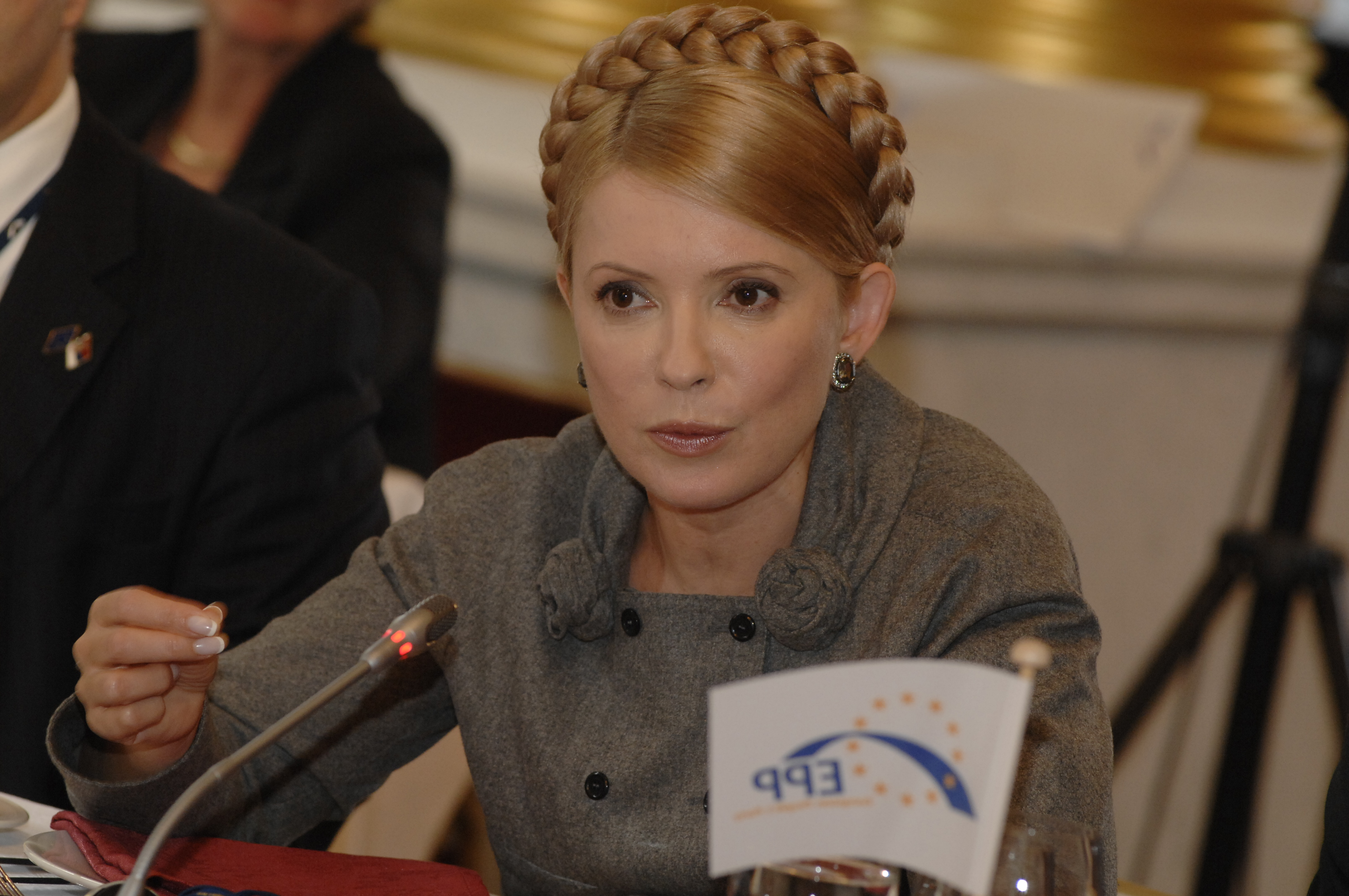
Ю. В. Тимошенко (2008)

На позачергових парламентських виборах—2007 питання повернення вкладів порушила Юлія Тимошенко, пообіцявши вирішити проблему за два роки.
У 2008 році Уряд Тимошенко направив на виплати 6,4 млрд гривень. Згідно з Постановою Кабміну від 09.01.2008 р. № 1, вкладники могли отримати по 1000 гривень; спадкоємці вкладників, застрахованих осіб та страхувальників — по 500 гривень. Щоб збільшити суми компенсаційних виплат і профінансувати інші передвиборні обіцянки, Ю. Тимошенко мала намір приватизувати велику кількість об'єктів, що залишалися на той момент в держвласності. Проте, цьому чинив опір Президент.
Коли восени 2008 року розпочалася світова фінансова криза, владі стало не до повернення вкладів. Наступного року виплат було обмаль (на 250 млн)
Загалом, у 2008 році для отримання компенсації зареєструвалися у новоствореному Реєстрі вкладників заощаджень громадян 12,8 млн осіб. З них половина — 6,4 млн осіб — отримали належні їм компенсації в межах 1 тис. гривень.
Андрій Кокотюха, письменник 
Нині до Реєстру внесено 13,846 млн вкладників зі вкладами на суму 60,013 млрд гривень.
Оскільки більша частина виплат відразу ж потрапляла на ринок, це стало одним з істотних факторів, що спровокували сплеск інфляції (14,6 % за перше півріччя).
«Юліну тисячу» критикували як в Адміністрації Президента Ющенка, так і в Партії регіонів. Ініціативі Прем'єр-міністра закидалися, з одного боку, соціальна несправедливість при виплатах за черговістю, а з іншого — популізм і негативний вплив на економіку країни.

| «Це значить — 1,4 мільйона населення отримали тисячу, і 21 мільйон заплатив по дві тисячі. Ми програли» | (В. Ющенко, )

### «Вітіна тисяча»
У грудні 2009, перед президентськими виборами, на конференції «Союзу захисту прав вкладників» Віктор Янукович і Микола Азаров пообіцяли в разі обрання Віктора Федоровича главою держави щорічно виділяти з держбюджету по 10 мільярдів гривень на повернення вкладів.
Однак, до 2012 року уряд не виділяв на вказані цілі ні гривні.

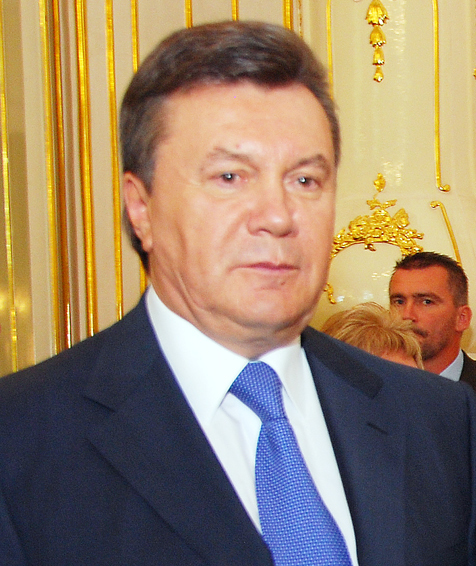
В. Ф. Янукович (2011)

У жовтні 2011 Президент України В. Янукович запропонував продовжити виплати «Юліної тисячі» вкладникам, які зареєструвалися у 2008 році, проте не встигли отримати компенсацію.
Пропозиція була зустрінута економістами різко негативно: ідею назвали популістською і такою, що завідомо не може бути виконана. Масивне вливання гривні на ринок без чітко означених джерел фінансування могло розхитати і без того напружену макроекономічну ситуацію в умовах, коли зростає державний і гарантований державою борг України, зростає дефіцит зовнішньоторговельного балансу, продовжує існувати негативне сальдо зведеного платіжного балансу, тануть золотовалютні резерви НБУ, погіршується прогноз зростання ВВП, тиснуть газове питання і погані стосунки з МВФ.
До того ж вказувалося, що внаслідок зростання курсу долара і споживчих цін «Вітіна тисяча» не дорювнюватиме «Юліній», а буде щонайменше на $73 меншою.
У березні 2012, на розширеному засіданні уряду, В. Янукович доручив забезпечити виплату українцям компенсації за ощадними вкладами.
23 квітня 2012 року прийнято Постанову Кабміну № 346, яка розповсюджувалася лише на осіб, що зареєструвались для отримання «Юліної тисячі», але не отримали її: вкладникам знову розписувалось по 1000 грн, спадкоємцям — по 500. Загальний розмір виділених коштів — 6 млрд 152 млн 430 тис гривень
Процедура виплат була вдосконалена:
1. з 2 квітня 2012 Ощадбанк розпочав актуалізацію даних вкладників, внесених до реєстру при Тимошенко. Актуалізація здійснювалася групами в залежності від віку вкладника і могла бути проведена через сайт Ощадбанку, шляхом дзвінка на гарячу телефонну лінію або направлення СМС.
2. з 1 червня 2012 Ощадбанк розпочав проведення компенсаційних виплат. Для цього вкладнику слід було з'явитися до банку в призначений для нього час і отримати «Національну картку», на яку в подальшому зараховувалася компенсація.
3. з 1 вересня 2012 Ощадбанк розпочав реєстрацію вкладників, дані про яких раніше не було внесено до реєстру. Виплати їм планувалися на 2013 і наступні роки (що, втім, не справдилося).
4. 25 грудня 2012 виплати припинилися і до сьогодні не відновлювалися[43][44][45][46][47].

Завдяки кращій організації виплат черг здебільшого вдалося уникнути. Проте, окремі клієнти були незадоволені тим, що Національна картка видається з первісним нульовим балансом і нульовим відсотком на залишок по рахунку.
За даними Міністерства фінансів, загалом у 2012 році держава компенсувала 4,55 млрд грн заощаджень.

### Судовий казус на 9,6 квадрильйона гривень
В серпні 2023 року Печерський районний суд міста Києва відмовив у позові громадянину України, який вимагав стягнути з Ощадбанку та Міністерства фінансів України 73 млн грн втрачених заощаджень, а також нарахував собі 9,6 квадрильйона грн моральної шкоди. Відповідачі пояснили, що на ім'я позивача в Ощадбанку відкритий компенсаційний рахунок із залишком 1107,75 крб. Суми коштів на компенсаційних рахунках вкладниками фактично на зберігання до банку не вносились, а зазначені суми держава планує виплатити поступово, у якості компенсації втрат від знецінення заощаджень на виконання Закону України «Про державні гарантії відновлення заощаджень громадян України». Відповідно до цього Закону, заощадження підлягають поверненню у межах коштів, передбачених для цього Державним бюджетом України на поточний рік. Починаючи з 2013 року та по теперішній час жодної постанови про виплату таких заощаджень Кабінетом Міністрів України не приймалось, а відповідні кошти в Державному бюджеті не передбачались, що виключає можливість проведення компенсаційних виплат.
Що стосується коштів, які відповідають проіндексованій вартості вкладів, то вони належать до коштів Державного казначейства, які держава виділяє на певних умовах. Таким чином, вони є не майном громадян, право на яке підлягає захисту.

## Повернення заощаджень в інших країнах
Україна практично останньою серед країн колишнього СРСР врегулювала в кінці 1996 року на законодавчому рівні зобов'язання перед своїми громадянами, які внаслідок знецінення втратили грошові заощадження, поміщені в період до 2 січня 1992 року в установи Ощадного банку СРСР.
Усі країни колишнього СРСР змушені вирішувати проблему компенсації знецінених заощаджень у радянському Ощадбанку. Повністю погасити заборгованість вдалося лише Казахстану і Литві.

### Азербайджан
Робота, яка ведеться з метою забезпечення повернення боргів по радянським заощадженням, перебуває на початковій стадії. Сьогодні районні державні банки перевіряють наявність таких боргів та їхню суму. Пізніше буде розроблено механізм виплати боргу та підготовлено проєкт відповідного закону. На сьогодні сума боргу по виплатах громадянам Азербайджану ще не встановлена і ніякі компенсації не виплачувалися.
Уряд Азербайджану планує фінансувати виплати за рахунок продажу нафти.

### Білорусь
Відповідно до Указу Президента Республіки Білорусь від 21 квітня 1998 р. № 229 виплата компенсації знецінення внесків і облігацій цільової безпроцентної позики 1990 року розпочалася з 1998 року.
На суму, що підлягає відшкодуванню, вкладникам і власникам цінних паперів видаються сертифікати державних компенсаційних облігацій, які можна використовувати для купівлі товарів тривалого користування та нерухомості. Дані облігації в наступному погашаються за рахунок коштів спеціального державного Фонду компенсації заощаджень населення.
Однак, відповідно до встановленого порядку компенсації інфляційні втрати населення враховувалися тільки до 1996 року. Додатковий фактор інфляції з початку проведення компенсації в 1998 році по суті повторно знецінив очікування громадян і поставив їх у нерівне положення в тому, що стосується належних їм компенсаційних виплат.

### Вірменія
Вивченням проблеми займалася спеціально створена тимчасова парламентська комісія і на даний час Національними зборами Республіки Вірменія розглядається питання прийняття відповідного законодавчого акту. Згідно з опублікованими даними, всього станом на 1 січня 1993 року сума вкладів громадян в установах Ощадбанку СРСР на території Вірменії складала 2 млрд 567 млн карбованців на 2,207 млн рахунків.

### Грузія
Через складну соціально-економічну ситуацію в Грузії, яка склалася з 1991 року, грузинські органи влади не займалися вирішенням питання повернення заощаджень громадян в установах Ощадбанку СРСР. У зв'язку з цим будь-які нормативно-правові акти із зазначеного питання не видавалися, механізм повернення заощаджень не розроблявся, повернення громадянам хоча б частини суми заощаджень не здійснювалося.

### Естонія
Під час грошової реформи 1992 року естонцям обмінювали залишки на ощадних вкладах з розрахунку 10 рублів : 1 крона, але не більше ніж на 1500 рублів.
Отримані від населення кошти в розмірі 2,3 млрд рублів у 1993 році за угодою центробанків повинні були повернутися до Росії. Проте, Естонія продала ці рублі приватним особам у Чечню (оскільки на той час естонські політики вважали, що Чечня стала на шлях незалежності).
Російська сторона, своєю чергою, не повернула Естонії своїх боргів і активів місцевого Ощадбанку, які осіли в Ощадбанку Росії.
Нині естонська влада вважає, що компенсацію вкладів понад суму в 1500 рублів слід вимагати в Російської Федерації як правонаступника СРСР. Ця заборгованість оцінюється приблизно у ті ж 2,3 млрд рублів.
Ощадбанк Естонії (Hoiupank) об'єднався 1998 року з Гансабанком (Hansabank), який належить до групи Swedbank і працює під брендом останнього.

### Казахстан
1996 року була проведена компенсація вкладів для інвалідів та учасників німецько-радянської війни. У 1997 році — для всіх громадян, яким станом на 01.01.1996 виповнилося 60 років. Сума цих виплат становила приблизно $45 млн
Указом Президента РК від 20.07.2002 р. втрати населення у сумі $171,9 млн були визнані державним внутрішнім боргом.
З 1 березня 2003 року відповідно до Указу Президента РК від 28.12.2002 р. було розпочато компенсацію всім іншим категоріям громадян Казахстану з урахуванням права успадкування вкладів, за винятком осіб, які виїхали з республіки. Число громадян, які мали право на компенсацію, становило майже 7 млн осіб.
Встановлений механізм виплат передбачав переоформлення всіх компенсацій у державні цінні папери з різними термінами погашення відповідно до розподілених категорій вкладників (громадяни похилого віку отримували облігації з меншим терміном погашення).
Всі компенсаційні виплати здійснювались за рахунок бюджетних коштів.
Проведення компенсаційних заходів засвідчило, що 99 % людей відмовились від переоформлення заощаджень у цінні папери і виявили бажання отримати готівку.

### Киргизстан
2 червня 1997 року Президентом КР затверджений Закон «Про відновлення і захист заощаджень громадян Киргизької Республіки». Згідно з його положеннями, Киргизька Республіка гарантувала відновлення та забезпечення збереження цінності грошових заощаджень громадян Киргизстану та інших громадян колишнього СРСР, що були розміщенні на вкладах в комерційному «Киргизелбанку», який раніше мав назву Банк заощаджень та кредитування громадян КР, у період до 1 січня 1992 року.
Станом на 31 серпня 2004 заяви подали 240 тис осіб. Згідно виконаних Киргизькою Республікою розрахунків, для проведення індексації заощаджень громадян в повному обсязі необхідно бюджетних коштів в розмірі 1389,4 млн сомів ($33,9 млн)
Для вирішення цієї проблеми Мінфін КР запропонував механізм конвертації заборгованості в державні цінні папери та з 15 лютого 2005 року почав їх поетапний випуск.
Цінні папери є переказними, їх можна реалізовувати на вторинному ринку, дарувати, передавати у спадкування. Термін їхнього обігу складатиме 7 років (виплати відсоткового прибутку та погашення основної суми здійснюватимуться рівними піврічними виплатами протягом 7 років — 15 квітня та 15 жовтня), розмір відсоткового прибутку — 2 %.
Фінансовим агентом Уряду КР з обслуговування випуску, обігу та погашення державних цінних паперів є АВАТ «Розрахунково-ощадна компанія». Облік прав на цінні папери та облік переходу прав на цінні папери здійснює ЗАТ «Центральний депозитарій».

### Литва
В Литві першими компенсували утрачені кошти людям похилого віку і репресованим, далі — всім іншим. Щоправда, максимальний обсяг, який компенсувала держава — 6 тис радянських рублів.
Середня компенсація у Литві склала €850, максимальна €1400. Майже третина населення Литви отримала від держави понад один мільярд євро. Кошти на відшкодування знецінених вкладів були отримані від приватизації значних промислових об'єктів, зокрема від продажу державних акцій нафтопереробного підприємства «Mažeikių nafta» польській компанії «PKN Orlen».

### Молдова
Зобов'язання держави перед громадянами Республіки Молдова, які мали грошові вклади в Ощадному банку станом на 2 січня 1992 року, основні принципи індексації, обсяги та порядок виплати індексованих сум передбачені Законом РМ «Про індексацію грошових вкладів громадян в Ощадбанку» від 12.12.2002 р.
Індексація сум та виплата здійснюється на прохання громадян, залежно від року народження вкладника, спочатку в сумі одна тисяча рублів (у співвідношенні 1 рубль : 1 лей), а потім — за залишком, що перевищує першу тисячу рублів (у співвідношенні 2,5 рубля : 1 лей).
Утворено Центральну комісію при Уряді РМ з індексації грошових вкладів. Мінфін РМ щомісячно до 20 числа має перерахувати кошти до Ощадбанку для виплати індексованих сум в межах, визначених Центральною комісією та в обсягах, передбачених державним бюджетом.

### Російська Федерація
В Росії загальна сума боргу по знецінених вкладах становить $266 млрд.
Робота щодо поновлення та захисту заощаджень громадян Росії, що були розміщені в Ощадному банку Російської Федерації та його установах у період до 20 червня 1991 року, розпочалася Урядом РФ у 1995 році. Заощадження громадян, які держава гарантує повернути, визначені Федеральним Законом РФ від 10 травня 1995 року № 73-ФЗ «Про поновлення та захист заощаджень громадян Російської Федерації». Заощадження визнані державним внутрішнім боргом Російської Федерації, який гарантується державною власністю та всіма активами, що знаходяться у розпорядженні її Уряду.
Враховуючи великий розмір боргу, уряд Росії не здійснював значних виплат та відкладав їх на пізніше, коли це дозволить бюджет. До цього часу було вирішено здійснювати так звану «попередню компенсацію». Така компенсація виплачується громадянам похилого віку та інвалідам в залежності від розміру їх заощаджень. Виплати індексуються щоквартально з урахуванням рівня інфляції.
В Росії прийнятий закон, що визначає «боргову вартість» одного «боргового рубля», виходячи з якої має проводитися відновлення заощаджень громадян Росії. Однак, дія цього закону припиняється щороку з 2003 року через відсутність джерел фінансового забезпечення.

### Таджикистан
Ощадбанк Республіки Таджикистан є відповідальним за здійснення виплат по заощадженнях громадян, розміщених в установах Ощадбанку СРСР. Станом на 2005 рік у Таджикистані відсутні нормативні акти, що регулюють порядок повернення зазначених заощаджень. Водночас такі виплати проводяться, але неврегульованість на законодавчому рівні призводить до того, що їхні розміри не відповідають реальним обсягам внесків, які існували станом на 1991—92 рр.
Індексація внесків проводилася декілька разів, в тому числі у зв'язку з грошовими реформами (до 1995 року в Таджикистані в обігу був російський рубль, до 2000 — таджицький рубль, 30 жовтня 2000 запроваджена національна грошова одиниця — сомоні), але не відповідала реальним інфляційним процесам. Таким чином, у перерахунку на сьогоднішні кошти, виплати є мізерними. Так, внесок у розмірі 100 тис. російських рублів в період з 1993 по 2005 роки здешевшав до 0,91 сомоні (або приблизно $0,3).

### Туркменістан
З 1 листопада 1993 року у зв'язку з введенням в країні національної валюти (манат) заощадження громадян, які зберігалися на рахунках Ощадбанку колишнього СРСР (в рублях), були перераховані з коефіцієнтом 1 до 2. Цей коефіцієнт існував до 1 січня 1994 року, індексації вкладів проведено не було. У зв'язку з різкою девальвацією маната до 1996 року грошових виплат з рахунків громадянам не проводилось. Керівництвом країни було дано дозвіл населенню на оплату промислових товарів шляхом безготівкового перерахування коштів, у той час коли у вільному продажу більшість товарів були відсутні.
У 1995 році було проголошено, що держава бере турботу про населення під свою опіку. В усіх текстах державних бюджетів Туркменістану кожного року передбачалися асигнування на покриття виплат з безкоштовного забезпечення населення газом, водою, електроенергією, сіллю, а також борошном за пільговими цінами, за рахунок державних фондів та фондів відповідних міністерств і відомств, що розглядається керівництвом країни як компенсація втрачених заощаджень.
Тема повернення заощаджених коштів населенню країни в Туркменістані вважається закритою та антидержавною.

### Узбекистан
Після розпаду СРСР правонаступником Ощадбанку СРСР в Республіці Узбекистан став «Халк банк» (Народний банк), на який покладені функції повернення заощаджень населення. Правовою підставою для проведення цієї роботи є прийнятий 20.12.1995 Указ Президента РУ «Про індексацію грошових коштів населення у вкладах та за державним страхуванням», а також постанова Кабінету Міністрів РУ від 12.02.1996 «Про заходи щодо індексації грошових коштів населення республіки у вкладах та за державним страхуванням» і Положення до цієї постанови «Про порядок індексації та виплати грошових коштів населення у вкладах в установах банків».
Цими документами визначається механізм поетапного повернення вкладів населення, починаючи з 1996 року, які знаходилися в установах Ощадбанку СРСР станом на 01.01.1992 р. Заплановано було цю роботу провести впродовж 10 років і завершити до 1 січня 2006 року. Виплати заощаджень населення здійснювалися з урахуванням індексації. Виходячи з росту цін, які мали місце в республіці в 1992—1995 роках, розмір індексації був визначений в 4000 разів.
Для відшкодування витрат, пов'язаних з виплатою вкладів населення, був створений при «Халк банку» спеціальний республіканський Фонд відшкодування. Фонд формується за рахунок щорічних внесків Міністерства фінансів, Центрального банку РУ, комерційних банків, позабюджетних фондів, добровільних внесків юридичних та фізичних осіб. При цьому Фонд відшкодування формується у розмірі 50 % за рахунок бюджетних асигнувань та 50 % за рахунок інших джерел.